# Microsteira decaryi
Microsteira decaryi är en tvåhjärtbladig växtart som beskrevs av Arenes. Microsteira decaryi ingår i släktet Microsteira och familjen Malpighiaceae. Inga underarter finns listade i Catalogue of Life.